# Festival dečijih pozorišta Festić
Festival dečijih pozorišta Festić je pozorišni festival za decu onovan 1995. godine u Beogradu. Festić se od svog osnivanja do 2012. godine odžavao u pozorištima „Boško Buha“ i „Duško Radović“, a od 2017. godine sa radom nastavlja u prostorijama Dečijeg kulturnog centra Beograd.
Festival svake godine za publiku bira predstave iz zemlje i regiona, takođe putem saradnje sa evropskom ASSITEJ organizacijom dovodi i gostojuće predstave iz Evrope. Pored predstava, u sklopu festivala organizuju se i pozorišne radionice, edukacije, humanitarni koncerti i promocije dečijih knjiga.

## Predstave
Neke od predstava sa festivala su:
- Tri praseta, Dečije pozorište Čarapa, Beograd
- Alisa, Prvo prigradsko pozorište – Puls teatar Lazarevac, CZK Valjeva
- Četiri čarobne reči, Pozorište Guliver, Beograd
- Strahinja, Prvo prigradsko pozorište – Puls teatar Lazarevac, Gamba produkcija – Beograd, Inovadora – Stokholm
- Doživljaji mačka toše, Teatar Talija
- Robin Hud, Pozorišna trupa U.R.A.

- Maštošumske pitalice, Monicart